# KK Bosco Zagreb
KK Bosco je hrvatski košarkaški klub iz Zagreba. Klupsko sjedište je u zagrebačkom naselju Trnskom.

## Povijest
Klub je više godina neformalno natjecao, osobito na Knežiji, ali ne kao registrirana momčad. Napokon je osnovan 1992. godine. Okupio je razne dobne uzraste: seniori, juniori, kadeti, mlađi kadeti i školu košarke koji se natječu pod krovom Hrvatskog košarkaškog saveza. Uskoro se ovoj sekciji pridružila odbojkaška, malonogometna, stolnoteniska i druge te su objedinjene u Špordsko društvo SALOM (Salezijanska športska mladež). Salezijanska provincijalna uprava usvojila je 12. siječnja 2002. godine statut športskog društva, a Gradski ured za opće poslove Grada Zagreba odobrio ga je statut 18. listopada 2002. godine. Osnivačka skupština održana je 22. travnja 2002. godine.

## Dvorane
Matična dvorana za mlađe dobne uzraste je u Osnovnoj školi Matije Gupca na Knežiji, Od samih početaka do danas. Treninzi se održavaju i u drugim školama. Također se natječu i po brojnim zagrebačkim osnovnim školama: Josipa Račića, Ivana Meštrovića, Julija Klovića, Gustava Krkleca, Borovje i Kajzerica. Razni dobni uzrasti Bosca natjecali su se po raznim hrvatskim ligama. Sve mlađe klupske selekcije već neko vrijeme natječu se u I. hrvatskoj ligi Centar.
Najveći je uspjeh postigla seniorska momčad. Uspjeh je tim veći jer je većina igrača ponikla u Boscu i ujedno su skoro svi studenti ili akademski građani. Najveći klupski uspjeh je bio sezone 2017./18. kad su iz Prve hrvatske lige ušli u HT Premijer ligu, najviši razred natjecanja hrvatskih klubova.

## Poznati igrači i treneri
Bosco je iznjedrio mnoge košarkaše, košarkaške djelatnike, priznate sveučilišne profesore i političke djelatnike. Među njima su Ivan Velić (trener KK Cibona), Bariša Krasić (pomoćni trener KK Cibona), Dražen Dizdar (redoviti profesor na KIF-u), Damir Knjaz (redoviti profesor na KIF-u, a ranije i dekan KIF-a), Željko Birkić (glavni tajnik Športske zajednice Zadarske županije), Vinko Batinić (direktor KK Široki), Davor Bernardić (predsjednik SDP-a). Košarkaši koji su došli daleko su Andrija Stipanović, Bruno Skokna, Marin Pehar i Karlo Žganec. Prvi Afrohrvat u hrvatskoj košarci zaigrao je za Bosca. To je američki Hrvat David Chavlovich.

## Unutarnje poveznice
- OK Don Bosco Zagreb